# Sariac-Magnoac
 Sariac-Magnoac  es una población y comuna francesa, situada en la región de Mediodía-Pirineos, departamento de Altos Pirineos, en el distrito de Tarbes y cantón de Castelnau-Magnoac. Está integrada en la Communauté de communes du Magnoac.

## Demografía
| 211 | 198 | 187 | 172 | 150 | 138 |
| Para los censos de 1962 a 1999 la población legal corresponde a la población sin duplicidades (Fuente: INSEE [Consultar]) |     |     |     |     |     |